# Артемис Фаул II
Артемис Фаул II (Artemis Fowl II) је главни лик серијала књига „Артемис Фаул” ирског аутора Оина Колфера. Артемис jе дванаестогодишњи дечак на почетку прве књиге и приказан је као генијални криминалац и интелектуални вундеркинд. У почетку је хладнокврни криминалац, док током серије, почиње да развија нека позитивнија осећања, као што су поштовање према неким ликовима из књиге.

## Име
Артемисово име долази од Артемиде (изворно Артемис), грчке богиње лова. У трећој књизи, Артемис каже да то јесте женско име – али име великог ловца – тако да се може појавити мушкарац који ће га заслужити и да је он тај. Ипак, ово може бити само тактика застрашивања противника, што се уклапа у његов начин психолошке манипулације.

## Прича
Артемис Фаул је најмлађи потомак породице Фаул, породице ирских криминалаца чија историја сеже чак до норманских освајања. Поседују огромно богатство, стечено легалним, али и не толико легалним, пословима.
Све ово је у опасности када је Артемисов отац, Артемис Старији, инвестирао огромни део богатства у нове трговачке линије са Русијом, накомн слома комунизма. Руска Мафија одлучује да га елиминише. Он је повређен и заробљен након напада на његов брод, Звезда Фаулових, који је ишао за Русију. Ово је коштало Фаулове статуса милијардера.
Артемис, који је тада имао десет година, одлучује да поврати богатство. Пратећи трагове преко интернета, открива постојање подземног света вила, који се крију од људи.

## Филм
Године 2020. премијерно је приказан и филм Артемис Фаул, снимљен према прве две књиге серијала, који је режирао Кенет Брана.

## Књиге
Шест књига из серијала о Артемису фаулу су објављено је и на српском језику у издању куће Лагуна и у преводу Александра Милајића.

### Артемис Фаул
У првој књизи, под насловом „Артемис Фаул”  (Artemis Fawl), Артемис има дванаест година. Његов отац је нестао пре више од годину дана и мисли се да је мртав. Након што је уценио вилу у Сајгону да му да Књигу Народа (The Booke of The People [sic]), збирку правила и закона који управљају употребом магије код Народа (како магична бића себе називају), Фаул користи ово знање да испланира киднаповање виле. Игром случаја, то је Холи Шорт, капетан ЛЕП-овог извиђаког одељења (званог ЛЕПрикон – што је 'право' објашњење ирског мита о Леприконима [Leprechaun]). Упркос многим покушајима ослобађања, укључујући и убацивање подивљалог трола у Кућу Фаулових, Артемис успева да дође до откупнине: једне тоне 24-каратног злата (такође 'право' објашњење мита да сваки Леприкон има ћуп злата).

### Артемис Фаул: Операција Арктик
У  другој књизи, „Артемис Фаул: Операција Арктик” (Artemis Fowl: The Arctic Incident), Артемис – сада тринаестогодишњак – открива да му је отац жив и да га као таоца држи руска Мафија. Његов спасилачки подухват прекидају виле, пошто неко продаје гоблинима оружје – њихова претпоставка је да то мора бити Артемис. Он им помаже да нађу посредника и наставља спасавање уз њихову помоћ, али их прекида побуна у Подземљу коју је организовао ражаловани официр ЛЕП-а. Артемис смишља компликован план и побуна је осујећена. Уз помоћ вила он спашава оца, а у току свега развија дубоко поштовање како за капетана Шорт, тако и за свог телохранитеља, Батлера.

### Артемис Фаул: Шифра Вечности
У трећој књизи, „Артемис Фаул: Шифра Вечности” (Artemis Fowl: The Eternity Code), Артемисов отац се полако опоравља и, сагледавши свој живот, одлучује да окрене нови лист и почне да живи поштено. Артемис, у ономе што сматра својим последњим криминалним делом, прави справу који назива Коцка користећи у првој књизи украдену вилинску технологију и користи је да уцени америчког бизнисмена Џона Спироа. Спиро му краде Коцку, у току чега Батлер бива смртно рањен, али не може да је користи јер је заштићена шифром вечности. Батлера помоћу магије оживи Холи Шорт и они здруженим снагама покушавају да се дочепају Коцке да Спиро не би открио постојање Народа и тиме их угрозио. Књига се завршава озбиљно, јер Артемис – којем је памћење очишћено од свих сећања на Народ – поново постаје криминалац какав је и на почетку прве књиге.

### Артемис Фаул: Опална превара
Главни лик је злочинац из друге књиге, Опал Кобои. Она је зли геније чији је интелект раван супер-генију Ждрепцу. Она је после побуне коју је изазвала послата у затвор, али успева да побегне клонирајући се, и остављајући клона у затвору. Пошто је Артемис главни кривац за пропаст њеног плана, он је тај који је сада у опасности.

### Артемис Фаул: Изгубљена колонија
У петој књизи Артемис Фаул проналази противника равног себи: дванаестогодишњу Минерву Парадизо, девојчицу генијалну колико и сам Артемис. Минерва највише од свега жели светску славу и Нобелову награду, ако успе да докаже постојање демона, најчудније врсте у вилинском свету. Демони су се временским чинима пре десет хиљада година одвојили од света у Лимб, одакле се врло ретко дешавало да понеки демон пропадне кроз време назад. Међутим, временске чини се троше и Артемис мора, уз помоћ Холи Шорт и осталих, не само да заустави Минерву, већ и да спречи катастрофу која ће се десити уколико се временски тунел између лимба и овог света уруши.

### Артемис Фаул и време парадокса
У шестој књизи Артемис се суочава са досад најопаснијим непријатељем – самим собом. Проблеми и недаће нису ништа ново за њега. Заправо, чини се да их он привлачи као магнет. Пошто се нагледао тролова људождера, високотехнолшких вилењака, гоблина бацача пламена и других чудних бића, одлучио је да унапреди своје криминалне активности у магију. Међутим, његова мајка је веома болесна. Артемис Фаул мора да отпутује у прошлост како би украо лек из канџи младог криминалног генија — Артемиса Фаула. Уз помоћ капетана Холи Шорт Артемис путује кроз време да би се борио са самим собом.

### Остало
У међувремену, издата је и књига „The Artemis Fowl Files” која садржи две краће приче: „LEPrecon” и „The Seventh Dwarf”.